# Магді Мохамед Гулед
Магді Мохамед Гулед (25 листопада 1973 , Awared, Сомалі )(сом. Mahdi Maxamed Guleed "Khadar", араб. مهدي محمد جوليد خضر) — виконувач обов'язків прем'єр-міністра Федеративної Республіки Сомалі 25 липня 2020 – 23 вересня 2020 та колишній віце-прем'єр-міністр 21 березня 2017 — 25 липня 2020.

## Кар'єра

### Виконувач обов'язків прем'єр-міністра Сомалі
Президент Мохамед Абдуллагі Мохамед призначив Магді Мохамед Гуледа виконувачем обов'язків прем'єр-міністра 25 липня 2020 року після винесення вотуму недовіри Парламентом уряду прем'єр-міністра Хасана Алі Хайре..

### Віце-прем'єр-міністр Сомалі
Гулед був призначений віце-прем'єр-міністром Сомалі в березні 2017 року тодішнім прем'єр-міністром Хасаном Алі Хайере. Обіймаючи цю посаду, віце-прем'єр-міністр допоміг визначити національні програми розвитку та розвитку Сомалі та керує широким спектром державних пріоритетів. Щотижня Гулайд здійснював нагляд за кабінетом кабінетів та очолював низку комітетів на рівні міністрів, особливо в економічній та соціальній галузі. Він також очолював сесії Департаменту розвитку та реконструкції Сомалі.